# John Lineker

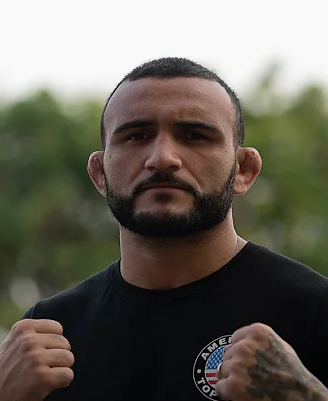
John Lineker, 2019

John Lineker dos Santos de Paula, mais conhecido como John Lineker (Paranaguá, 12 de junho de 1990) é um lutador brasileiro de MMA. Luta na categoria dos Galos do UFC.

## Biografia
John Lineker começou sua vida trabalhando de servente de pedreiro e gostava muito de assistir Boxe (inspiração Acelino Popó Freitas) durante a madrugada, cresceu o interresse e começou a treinar com 12 anos na Fundação de Esportes da cidade com o professor Eraldo, com 16 anos foi Campeão Paranaense de Boxe amador. Depois de um tempo lutando boxe começou a ver que o crescimento do MMA, largou seu trabalho e entrou de cabeça acreditando no seu sonho de ser lutador, começou a treinar Jiu-Jitsu com o professor Jadson Costa depois de um tempo o professor teve que ir para outro país e começou a treinar com o professor Marcelo Ribeiro e começou a fazer lutas de MMA: "Meu pai como não entendia nada de artes marciais, falava: -Larga a mão disso e vai trabalhar e eu insisti na luta e deu certo".
Começou lutando em eventos regionais (amador) e fez grandes combates, as portas foram se abrindo na carreira profissional, foi Campeão do Nitrix Fight, FHB, Jungle Fight e hoje faz parte do UFC. John Lineker é um lutador agressivo e conhecido como "Mão de Pedra" por ter a mão muito pesada e com um grande poder de nocaute. Hoje Lineker treina com a equipe OCS comandada pelo Profº Ocimar Costa Santos.

### Ultimate Fighting Championship
Lineker foi contratado pelo UFC para a nova categoria do evento, os Moscas, em sua estréia no UFC on Fox: Diaz vs. Miller em 5 de maio de 2012 enfrentou Louis Gaudinot. Lineker perdeu por Finalização.
Lineker enfrentou Yasuhiro Urushitani no UFC on Fuel TV: Franklin vs. Le em 10 de novembro de 2012, Lineker venceu por Decisão Unânime.
Lineker enfrentou Azamat Gashimov no UFC on FX: Belfort vs. Rockhold em 18 de maio de 2013, Lineker nocauteou no segundo round em uma performance espetacular.
Lineker era esperado para enfrentar Phil Harris no UFC 163 em 3 de agosto de 2013, porém uma lesão tirou Harris do evento e ele foi substituído por José Maria Tomé. Lineker não bateu o peso, e a luta foi realizada em Catchweight. Após ser atordoado no primeiro round, Lineker deu à volta por cima e venceu por Nocaute Técnico no segundo round
A luta entre Lineker e Harris foi remarcada para o UFC Fight Night: Machida vs. Muñoz em 26 de outubro de 2013. John, pela terceira vez consecutiva, não conseguiu bater o peso da categoria para esta luta e seu futuro no UFC passa a ser uma incógnita. Apesar disso, ele venceu por nocaute técnico no primeiro round, emplacando sua quarta vitória seguida e acabou com as dúvidas sobre sua permanência na maior organização de MMA do mundo.
Lineker enfrentou o russo prospecto Ali Bagautinov em 1 de fevereiro de 2014 no UFC 169 e perdeu por decisão unânime.
Lineker enfrentou Alptekin Ozkilic em 16 de julho de 2014 no UFC Fight Night: Cerrone vs. Miller. Ele venceu por nocaute técnico no terceiro round.
Ele enfrentaria o americano Ian McCall em 8 de novembro de 2014 no UFC Fight Night: Shogun vs. St. Preux. Mas McCall passou mal após a pesagem e a luta foi cancelada. A luta contra McCall foi remarcada para 31 de Janeiro de 2015 no UFC 183. Mais uma vez, Lineker não bateu o peso da categoria, e Dana White disse que Lineker subiria para os galos. Na luta, Lineker venceu por decisão unânime.
Em sua estréia nos galos, Lineker enfrentou Francisco Rivera em 5 de Setembro de 2015 no UFC 191. Após uma trocação frenética, Lineker conseguiu vencer Rivera por finalização com uma guilhotina ainda no primeiro round.
Lineker fez sua segunda luta na divisão enfrentando o americano Rob Font em 14 de Maio de 2016 no UFC 198. ele venceu por decisão unânime.
No dia 13 de julho de 2016, Lineker atropelou o americano Michael McDonald e venceu por nocaute, pelo peso-galo.
John Lineker nunca sofreu nocaute ou nocaute técnico em toda a sua carreira.
No peso Galo até 2017, são 19 lutas e apenas uma derrota.

## Cartel no MMA
| Cartel no MMA       |             |            |
| 43 lutas            | 34 vitórias | 9 derrotas |
| Por nocaute         | 16          | 0          |
| Por finalização     | 4           | 3          |
| Por decisão         | 13          | 6          |
| Por desqualificação | 1           | 0          |

| Res.    | Cartel | Oponente                          | Método                              | Evento                                 | Data       | Round | Tempo | Local                       | Notas                                        |
| ------- | ------ | --------------------------------- | ----------------------------------- | -------------------------------------- | ---------- | ----- | ----- | --------------------------- | -------------------------------------------- |
| Vitória | 34-9   | Troy Worthen                      | Nocaute (socos)                     | ONE on TNT 3                           | 21/04/2021 | 1     | 4:35  | Kallang                     |                                              |
| Vitória | 33-9   | Kevin Belingon                    | Nocaute Técnico (socos)             | ONE Championship: Inside the Matrix 3  | 13/11/2020 | 2     | 1:16  | Kallang                     |                                              |
| Vitória | 32-9   | Muin Gafurov                      | Decisão (unânime)                   | ONE Championship: Dawn of Valor        | 26/10/2019 | 3     | 5:00  | Jakarta                     | Estreia no ONE FC.                           |
| Derrota | 31-9   | Cory Sandhagen                    | Decisão (dividida)                  | UFC Fight Night: Jacaré vs. Hermansson | 27/04/2019 | 3     | 5:00  | Fort Lauderdale, Flórida    |                                              |
| Vitória | 31-8   | Brian Kelleher                    | Nocaute (soco)                      | UFC 224: Nunes vs. Pennington          | 12/05/2018 | 3     | 3:43  | Rio de Janeiro              |                                              |
| Vitória | 30-8   | Marlon Vera                       | Decisão (unânime)                   | UFC Fight Night: Brunson vs. Machida   | 28/10/2017 | 3     | 5:00  | São Paulo                   |                                              |
| Derrota | 29-8   | TJ Dillashaw                      | Decisão (unânime)                   | UFC 207: Nunes vs. Rousey              | 30/12/2016 | 3     | 5:00  | Las Vegas, Nevada           |                                              |
| Vitória | 29-7   | John Dodson                       | Decisão (dividida)                  | UFC Fight Night: Lineker vs. Dodson    | 01/10/2016 | 5     | 5:00  | Portland, Oregon            | Peso casado (136,5 lbs).                     |
| Vitória | 28-7   | Michael McDonald                  | Nocaute (socos)                     | UFC Fight Night: McDonald vs. Lineker  | 13/07/2016 | 1     | 2:43  | Sioux Falls, Dakota do Sul  | Performance da Noite.                        |
| Vitória | 27-7   | Rob Font                          | Decisão (unânime)                   | UFC 198: Werdum vs. Miocic             | 14/05/2016 | 3     | 5:00  | Curitiba                    |                                              |
| Vitória | 26-7   | Francisco Rivera                  | Finalização (guilhotina)            | UFC 191: Johnson vs. Dodson 2          | 05/09/2015 | 1     | 2:08  | Las Vegas, Nevada           | Volta ao peso-galo; Luta da Noite.           |
| Vitória | 25-7   | Ian McCall                        | Decisão (unânime)                   | UFC 183: Silva vs. Diaz                | 31/01/2015 | 3     | 5:00  | Las Vegas, Nevada           | Peso casado (130 lbs).                       |
| Vitória | 24-7   | Alptekin Özkılıç                  | Nocaute Técnico (socos)             | UFC Fight Night: Cerrone vs. Miller    | 16/07/2014 | 3     | 4:51  | Atlantic City, New Jersey   | Luta da Noite.                               |
| Derrota | 23-7   | Ali Bagautinov                    | Decisão (unânime)                   | UFC 169: Barão vs. Faber II            | 01/02/2014 | 3     | 5:00  | Newark, New Jersey          |                                              |
| Vitória | 23-6   | Phil Harris                       | Nocaute Técnico (socos)             | UFC Fight Night: Machida vs. Muñoz     | 26/10/2013 | 1     | 2:51  | Manchester                  | Peso Casado (128 lbs).                       |
| Vitória | 22-6   | José Maria Tomé                   | Nocaute Técnico (socos)             | UFC 163: Aldo vs. Jung                 | 03/08/2013 | 2     | 1:03  | Rio de Janeiro              | Peso Casado (129 lbs).                       |
| Vitória | 21-6   | Azamat Gashimov                   | Nocaute Técnico (socos)             | UFC on FX: Belfort vs. Rockhold        | 18/05/2013 | 2     | 1:07  | Jaraguá do Sul              |                                              |
| Vitória | 20-6   | Yasuhiro Urushitani               | Decisão (unânime)                   | UFC on Fuel TV: Franklin vs. Le        | 10/11/2012 | 3     | 5:00  | Cotai                       |                                              |
| Derrota | 19-6   | Louis Gaudinot                    | Finalização Técnica (guilhotina)    | UFC on Fox: Diaz vs. Miller            | 05/05/2012 | 2     | 4:54  | East Rutherford, New Jersey | Peso casado (127 lbs); Luta da Noite.        |
| Vitória | 19-5   | Iliarde Santos                    | Decisão (dividida)                  | Jungle Fight 32                        | 10/09/2011 | 3     | 5:00  | São Paulo                   | Ganhou o Cinturão Peso-Galo do Jungle Fight. |
| Vitória | 18-5   | Francisco Nazareno Figueiredo Jr. | Nocaute Técnico (socos)             | Jungle Fight 30                        | 30/07/2011 | 3     | 0:36  | Belém                       |                                              |
| Vitória | 17-5   | Luiz Carlos Alves Neves           | Nocaute (soco)                      | Jungle Fight 28                        | 21/05/2011 | 1     | 1:18  | Rio de Janeiro              |                                              |
| Vitória | 16-5   | Renato Velame                     | Finalização (mata leão)             | Jungle Fight 27                        | 19/04/2011 | 1     | 2:58  | Brasília                    |                                              |
| Vitória | 15-5   | Saulo Martins                     | Nocaute Técnico (socos)             | Shooto - Brazil 22                     | 01/04/2011 | 1     | 3:30  | Brasília                    |                                              |
| Vitória | 14-5   | Diego D'Ávila                     | Decisão (unânime)                   | Nitrix - Champion Fight 6              | 19/02/2011 | 3     | 5:00  | Brusque                     | Venceu o GP Peso Galo do Nitrix Fight.       |
| Vitória | 13-5   | Alessandro Cordeiro               | Nocaute Técnico (socos)             | Nitrix - Champion Fight 6              | 19/02/2011 | 1     | 3:44  | Brusque                     | Semifinal do GP Peso Galo do Nitrix Fight.   |
| Vitória | 12-5   | Felipe Alves                      | Finalização (mata leão)             | Gladiators Fighting Championship 2     | 16/10/2010 | 2     | 2:05  | Curitiba                    |                                              |
| Vitória | 11-5   | Alvino José Torres                | Finalização (mata leão)             | Shooto - Brazil 18                     | 17/09/2010 | 2     | N/A   | Brasília                    |                                              |
| Vitória | 10-5   | Jetron Azevedo                    | Decisão (unânime)                   | Gladiators Fighting Championship 1     | 08/05/2010 | 3     | 5:00  | Curitiba                    |                                              |
| Vitória | 9-5    | Israel Silva                      | Decisão (unânime)                   | K.O. - Fight 3                         | 10/04/2010 | 3     | 5:00  | Apucarana                   |                                              |
| Vitória | 8-5    | Larry Vargas                      | Desqualificação (socos após o sino) | Full Heroes Battle 2                   | 05/02/2010 | 2     | 5:00  | Paranaguá                   |                                              |
| Vitória | 7-5    | Cica                              | Decisão (unânime)                   | Full Heroes Battle 2                   | 05/02/2010 | 3     | 5:00  | Paranaguá                   |                                              |
| Derrota | 6-5    | Rafael Silva                      | Decisão (unânime)                   | Warrior's Challenge 4                  | 30/12/2009 | 3     | 5:00  | Porto Belo                  |                                              |
| Vitória | 6-4    | Wagner Galeto                     | Nocaute Técnico (socos)             | Brazilian Fight League 5               | 19/12/2009 | 2     | N/A   | Curitiba                    |                                              |
| Derrota | 5-4    | André Luis                        | Decisão (unânime)                   | Samurai FC - Samurai Fight Combat 1    | 12/09/2009 | 3     | 5:00  | Curitiba                    |                                              |
| Derrota | 5-3    | Erick Carlos Silva                | Decisão (unânime)                   | Blackout FC 3                          | 05/09/2009 | 3     | 5:00  | Balneário Camboriú          |                                              |
| Derrota | 5-2    | Felipe Arantes                    | Finalização (chave de braço)        | Paranaguá Fight 5                      | 07/08/2009 | 1     | 1:12  | Paranaguá                   |                                              |
| Vitória | 5-1    | Márcio Sapo                       | Decisão (unânime)                   | Nitrix - Show Fight 2                  | 16/05/2009 | 3     | 5:00  | Joinville                   |                                              |
| Vitória | 4-1    | Alexandre Chatuba                 | Nocaute Técnico (socos)             | VIP - Stage 3                          | 02/05/2009 | 2     | N/A   | Joinville                   |                                              |
| Derrota | 3-1    | Nelson Velasques                  | Finalização (mata leão)             | Golden Fighters 1                      | 18/04/2009 | 1     | 4:02  | Novo Hamburgo               |                                              |
| Vitória | 3-0    | Claudinei Rodriguez Lacerda       | Decisão (unânime)                   | Floripa Fight 5                        | 07/03/2009 | 3     | 5:00  | Florianópolis               |                                              |
| Vitória | 2-0    | Heriton Alves                     | Nocaute                             | PF - Paranaguá Fight 3                 | 11/11/2008 | 1     | N/A   | Paranaguá                   |                                              |
| Vitória | 1-0    | Mauricio Alves                    | Nocaute Técnico (socos)             | PF - Paranaguá Fight 2                 | 05/09/2008 | 2     | 1:25  | Paranaguá                   |                                              |